# Magnus Brunner
Magnus Brunner (Höchst, 1972. május 6. –) osztrák politikus.

## Életpályája
Vorarlbergben nőtt fel, ahol a bregenzi Collegium Bernardi gimnáziumot végzett, majd a Innsbrucki Egyetemen jogtudományt tanult.
2009 és 2020 között a Szövetségi Tanács tagja volt, ahol Vorarlberget képviselte.
Mint államtitkár a környezetvédelmi, közlekedési, energiaügyi, technológiai és innovációs miniszteriumban 23 hónapig a második Kurz-kormány majd a Schallenberg-kormány tagja volt.
Brunner nős, három fia van. Vorarlberg tártomány fővárosában, Bregenzben él.